# Пыльнова, Зоя Владимировна
Зоя Владимировна Пыльнова (в замужестве — Ильина; 29 января 1947, Верхняя Салда, Свердловская область — 12 января 2025, Москва) — советская актриса, жена актёра Владимира Ильина.

## Биография
Родилась 29 января 1947 года в Верхней Салде, Свердловская область. Училась в Одесском театральном училище. С 1971 по 1984 годы работала актрисой в Московском театре драмы и комедии на Таганке. После ухода из театра занималась озвучиванием мультфильмов. В 1983 году озвучила также аудиоспектакль для детей «Питер Пэн и Венди» (главная роль). Пела в церковном хоре.
Скончалась 12 января 2025 года в Москве на 78-м году жизни.

## Фильмография

### Озвучивание мультфильмов
- «На заре, во дворе»
- «Доктор Айболит» (1984)
- «Клад» (1985)
- «Нехочуха» (1986)
- «Песня о летучих мышах» (1986)
- «Площадь картонных часов» (1986)
- «Приключения поросёнка Фунтика» (1986—1988)
- «Влюбчивая ворона» (1988)
- «Кот, который умел петь» (1988)
- «Большой Ух» (1989)
- «Сестрички-привычки» (1989)

### Театр
- 1967 — Пугачёв — плакальщица[4]
- 1970 — Берегите ваши лица
- 1971 — А зори здесь тихие — Соня Гурвич[5][6][7]
- 1973 — Товарищ, верь…[8]
- 1974 — Деревянные кони — Сонюшка[9]
- 1977 — Мастер и Маргарита — Гелла